# Dialeto (canção)
"Dialeto" é uma canção do cantor português Diogo Piçarra. Foi composta e produzida pelo próprio juntamente com Karetus. O seu lançamento ocorreu a 12 de julho de 2016, através da editoras Universal Music Portugal.

## Faixas e formatos
| Download digital |           |         |  |
| N.º              | Título    | Duração |  |
| 1.               | "Dialeto" | 3:28    |  |

## Vídeo musical
O vídeo da música, dirigido por Ricardo Reis, foi lançado a 12 de julho de 2016. Conta com a participação da atriz Ana Rangel e dos bailarinos Miguel Santos e Linora Cloter, coreografados por Maurícia Barreira Neves.

## Histórico de lançamento
| País     | Data                | Formato          | Gravadora                | Ref.  |
| -------- | ------------------- | ---------------- | ------------------------ | ----- |
| Portugal | 12 de julho de 2016 | Download digital | Universal Music Portugal | [ 2 ] |